# بودوتشيري (منطقة اتحادية)
بُدُتشِيري أو بُدُوجِيري أو (نقحرة: بودوتشيري) (بالتاميلية: புதுச்சேரி)(بالفرنسية: Pondichéry)(/ˌpʊdʊˈtʃɛri/) هي إقليم اتحادي هندي تتكون من أربعة مكتنفات أو مناطق غير متجاورة هي بونديشيري (الآن بودوتشيري) وكاريكال وماهي وويانون (الآن يانام) وسميت على اسم أكبر منطقة فيها وعاصمتها بونديشيري. كان الإقليم لاحقًا مستعمرة فرنسية وعُرفت المنطقة تاريخيًا باسم بونديشيري (Pāṇṭiccēri) ثم غير اسمها الرسمي إلى بودوتشيري في 1 أكتوبر 2006.
يقع الإقليم الاتحادي في الجزء الجنوبي من شبه الجزيرة الهندية. مناطق بودوتشيري وكاريكال محاطة بولاية تاميل نادو بينما تحيط ولاية أندرا برديش بمنطقة يانام وكيرلا بمنطقة ماهي. بودوتشيري هي التاسعة والعشرون من حيث الكثافة السكانية بين 36 ولاية وإقليم اتحادي في الهند، وهي ثالث أكثر أقاليم الاتحادية كثافة سكانية. يبلغ الناتج المحلي الإجمالي للإقليم 210 مليار روبية هندية (3٫5 مليار دولار أمريكي) ويحتل المرتبة الخامسة والعشرين في الهند.

## التسمية
اسم بودوتشيري هو مركب من الكلمات التاميلية بوتو (புது) وتشيري (சேரி) بمعنى "الأحياء الفقيرة الجديدة". أما اسمها القديم بونديشيري فيها ترجمة فرنسية لكلمة Pāṇḍi-cēri (பாண்டிச்சேரி) التي تعني "أحياء بانديس الفقيرة".
بودوتشيري لها خمسة أسماء رسمية بسبب تنوعها اللغوي وتراثها الفرنسي السابق وتاثير الراج البريطاني.
- (بالإنجليزية: Union territory of Puducherry)
- (بالفرنسية: Territoire de Pondichéry)
- (بالتاميلية: புதுச்சேரி ஒன்றியப் பகுதி)(نقحرة: Puduccēri Onṟiyap Pagudi)[8]
- (بالتيلوغوية: పుదుచ్చేరి కేంద్రపాలిత ప్రాంతము)(نقحرة: Puduccēri Kēndrapālita Prāntamu)[9]
- (بالماليالامية: പുതുച്ചേരി കേന്ദ്രഭരണപ്രദേശം)(نقحرة: Puduccēri Kēndrabharaṇapradēśam)[10]

## التاريخ

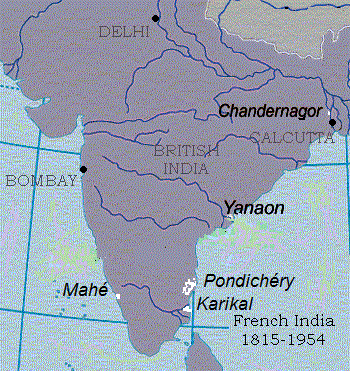
خريطة الهند الفرنسية في عام 1815

أقدم ذكر لبودوتشيري يعود للقرن الثاني الميلادي، فذكر في الطواف حول البحر الإرتري وجود سوق بودوكي (الفصل 60)ا، قترح جورج دبليو بي هنتنغفورد أن الموقع المحتمل يبعد حوالي ميلين عن بودوشيري الحديثة أي موقع أريكاميدو (الآن جزء من أريانكوبام). كشفت الحفريات الأثرية التي أُجريت بين عامي 1944 و1949 أن الموقع كان محطة تجارية استُوردت إليها البضائع الرومانية في النصف الأول من القرن الأول الميلادي. حققت فيمالا بيجلي في هذه الأدلة الأثرية بين عامي 1989 و1992 لتذكر أنها كانت محطة تجارية في فترة بين من القرن الثالث أو الثاني قبل الميلاد إلى القرن الثامن الميلادي بدلًا من القرن الأول.
أصبحت بونديشيري مستعمرة تابعة للإمبراطورية الاستعمارية الفرنسية في عام 1674، وذلك بعد تشاندرناغور (منذ 1673)، ماهي (منذ 1721) وقبل يانام (منذ 1723) وكاريكال (منذ 1739) وماتشيليباتنام (منذ 1760) شكّلت هذه المناطق مستعمرة الهند الفرنسية. كانت كلها تخضع لحاكم فرنسي واحد في بونديشيري، على أن البريطانيين قد عزوا هذه المناطق الفرنسية عدة مرات. انتقلت سيادة الأراضي الفرنسية في الهند إلى جمهورية الهند بالفعل في 1 نوفمبر 1954، وتم التنازل القانوني في 16 أغسطس 1962، أصبحت الهند الفرنسية إقليم بونديشيري الاتحادي الحالي، الذي يضم أربع جيوب ساحلية. أما شانداناجار فقد اندمجت مع ولاية البنغال الغربية في 1954. تغير اسم المنطقة إلى "ولاية بونديشيري" بموجب "أمر المؤسسات الفرنسية (تغيير الاسم)، 1954" بعد النقل الفعلي مباشرة الصادر عن وزارة الشؤون الخارجية الهندية.:37 ظلت ولاية بونديشيري تحت السيطرة المباشرة للحكومة الهندية وتحت إشراف وزارة الشؤون الخارجية حتى 31 أغسطس 1964. أصبحت رسميًا إقليم بونديشيري الاتحادي منذ 1 يوليو 1963، وأصبحت تتبع إدارة وزارة الشؤون الداخلية بعد 31 أغسطس 1964.:37
كان يوم النقل القانوني (16 أغسطس) عطلة عامة دون احتفالات رسمية حتى عام 2016. أعلن حاكم بودوتشيري كيران بيدي في عام 2016 هذا اليوم عطلة تحت مسمى "يوم النقل بحكم القانون".
يُحتفل بيوم النقل الفعلي (1 نوفمبر) كيوم التحرير في بودوتشيري منذ عام 2010. أُعلن يوم التحرير عطلة رسمية في عام 2014 بعد وصول حكومة التحالف الوطني الديمقراطي للسلطة في 2014 وأصدر الحاكم الجديد أ. ك. سينغ إخطارًا بقرار الحكومة المركزية.

## الجغرافيا
يتكون إقليم اتحاد بودوتشيري من أربع مكتنفات صغيرة: منطقة بونديشيري (293 كـم2 أو 113 ميل2) ومنطقة كاريكال (161 كـم2 أو 62 ميل2) ومنطقة يانام (20 كـم2 أو 7.7 ميل2) على خليج البنغال ومنطقة ماهي (9 كـم2 أو 3.5 ميل2) على بحر لكديف بمساحة إجمالية قدرها 483 كـم2 (186 ميل2).
بعض مناطق بودوتشيري هي نفسها مكتنفات. تتكون منطقة بودوتشيري من 11 جيبا من هذا القبيل بعضها صغير جدا وتحيط به ولاية تاميل نادو، تتكون منطقة ماهي من ثلاثة جيوب. هذه الجغرافيا غير طبيعية هي إرث من الفترة الاستعمارية فاحتفظت بودوتشيري بحدود الهند الفرنسية السابقة. تقع جميع مناطق بودوتشيري الأربع في المنطقة الساحلية. وتصب خمسة أنهار في منطقة بودوتشيري وسبعة في منطقة كاريكال ونهران في منطقة ماهي ونهر واحد في مقاطعة يانام في البحر.

## السكان

### الدين
أديان بودوتشيري
الهندوسية هي الديانة الرئيسية ويدين بها 87.3 ٪ من السكان في تعداد 2011. والديانات الأخرى هي المسيحية (6.3 في المائة) والإسلام (6.1 في المائة).

### اللغات
لغات إقليم بودوتشيري (2011)
اللغة التاميلية هي الأكثر انتشارًا وهي اللغة الأم لـ 88.2٪ من السكان، بالإضافة إلى وجود متحدثين باللغة التيلوغوية (6.0٪) والمالايالامية (3.8٪) والأردية (0.7٪). اللغات الرسمية في بودوتشيري هي الفرنسية والتاميلية والتيلوجو (في يانام) والمالايالامية (في ماهي) والإنجليزية. أكد رسميًا في المناقشات البرلمانية لراجيا سابها في عام 2006 أن بودوتشيري تعترف بكل هذه اللغات الخمس كلغات رسمية.
استمرت الفرنسية لغة رسمية في بودوتشيري حتى بعد الانتقال الفعلي للمستوطنات الهندية الفرنسية في نوفمبر 1954 وذلك وفقًا للمادة الثامنة والعشرين من معاهدة التنازل لعام 1956.

وتنص المادة الثامنة والعشرون من المعاهدة على ما يلي:
Le français restera langue officielle des Établissements aussi longtemps que les répresentants élus de la Population n'auront pas pris une décision différente.

(تظل اللغة الفرنسية هي اللغة الرسمية للمؤسسات طالما أن ممثلي الشعب المنتخبين لا يقررون خلاف ذلك).
صوتت الجمعية التمثيلية في بونديشيري في عام 1963 لصالح استمرار الفرنسية كلغة رسمية وأضافت لغات أخرى مستخدمة في بودوتشيري مثل التاميلية والتيلوغوية والمالايالامية والإنجليزية والهندية.:151–152
أكد قانون الأقاليم الاتحادية لعام 1963 على استمرارية اللغة الفرنسية كلغة رسمية في ضوء معاهدة التنازل لعام 1956 وقرار الجمعية العامة لعام 1963 إلا إذا قررت الجمعية التشريعية غير ذلك. وأتاح القانون ذاته إمكانية إضافة المزيد من اللغات الرسمية. تم الاعتراف بلغات رسمية جديدة بعد عامين بموجب قانون اللغة الرسمية في بونديشيري لعام 1965 الذي لم يذكر الفرنسية صراحةً (ولكنه أيضًا لم ينفِها) مما يعني استمرارها لغة رسمية بشكل ضمني. وينص القانون على أن اللغة التاميلية هي اللغة المستخدمة لجميع الأغراض الرسمية لإقليم الاتحاد مع منح اللغة الإنجليزية نفس الاعتراف الرسمي. وقد اعترف القانون أيضًا رسميًا بالمالايالامية في مقاطعة ماهي والتيلوغوية في مقاطعة يانام.
أدت الاحتجاجات الواسعة ضد الهندية في منتصف الستينيات في جنوب الهند إلى إدراج كل اللغات المقترحة في قرار الجمعية لعام 1963 باستثناء الهندية، ضمن قائمة اللغات الرسمية في بونديشيري. وعلى أن اسم الجريدة الرسمية لإقليم الاتحاد مُسمى بالفرنسية (La Gazette de L'État de Poudouchéry) إلا أنها تُنشر حصريًا باللغة الإنجليزية.

## الحكومة والإدارة

مقاعد جمعية بودوتشيري

بودوتشيري هي إقليم اتحادي وليست ولاية مما يعني أنها تخضع مباشرة للإدارة الفيدرالية. تُعد بودوتشيري واحدة من ثلاثة أقاليم اتحادية (إلى جانب إقليم العاصمة الوطنية دلهي وجامو وكشمير) التي تمتلك بموجب تعديل دستوري خاص الحق في تشكيل جمعية تشريعية منتخبة ومجلس وزراء، مما يمنحها حالة شبه دولة. كانت هناك رغبة من حكومة الإقليم للحصول على وضع ولاية الكاملة لكن هناك قضايا مالية تحول دون ذلك. بالإضافة إلى ذلك قد تعارض مناطق مثل ماهي وينام هذا التغيير في الوضع.
يسمح للأقاليم الأربعة للإدارة الإقليمية الفرنسية السابقة للهند بسن قوانين فيما يتعلق بمسائل محددة. في كثير من الحالات ، قد يتطلب مثل هذا التشريع تصديق من الحكومة الفيدرالية أو موافقة رئيس الهند في كثير من الأحيان وفقا لمعاهدة التنازل لعام 1956.

وتنص المادة الثانية من المعاهدة على ما يلي:
Ces établissements conserveront le bénéfice du statut administratif spécial en vigueur avant le 1er novembre 1954. تعديل الدستور للتدخل الحكومي يتطلب مناقشة بعد استشارة السكان.

(تحتفظ المؤسسات على مزايا الوضع الإداري الخاص الذي كان معمولاً به قبل 1 نوفمبر 1954). وأية تغييرات دستورية على هذا الوضع يمكن أن تحدث لاحقاً بعد التأكد من رغبات الشعب.
ووسع اختصاص محكمة مدراس العليا ليشمل بونديشيري بدءًا من 6 نوفمبر 1962. رئيس قضاة محكمة مدراس العليا يعتبر أيضًا رئيس السلطة القضائية في بودوتشيري. ويشغل منصب رئيس القضاة حاليًا س. ف. جانجابوروالا.

## النقل

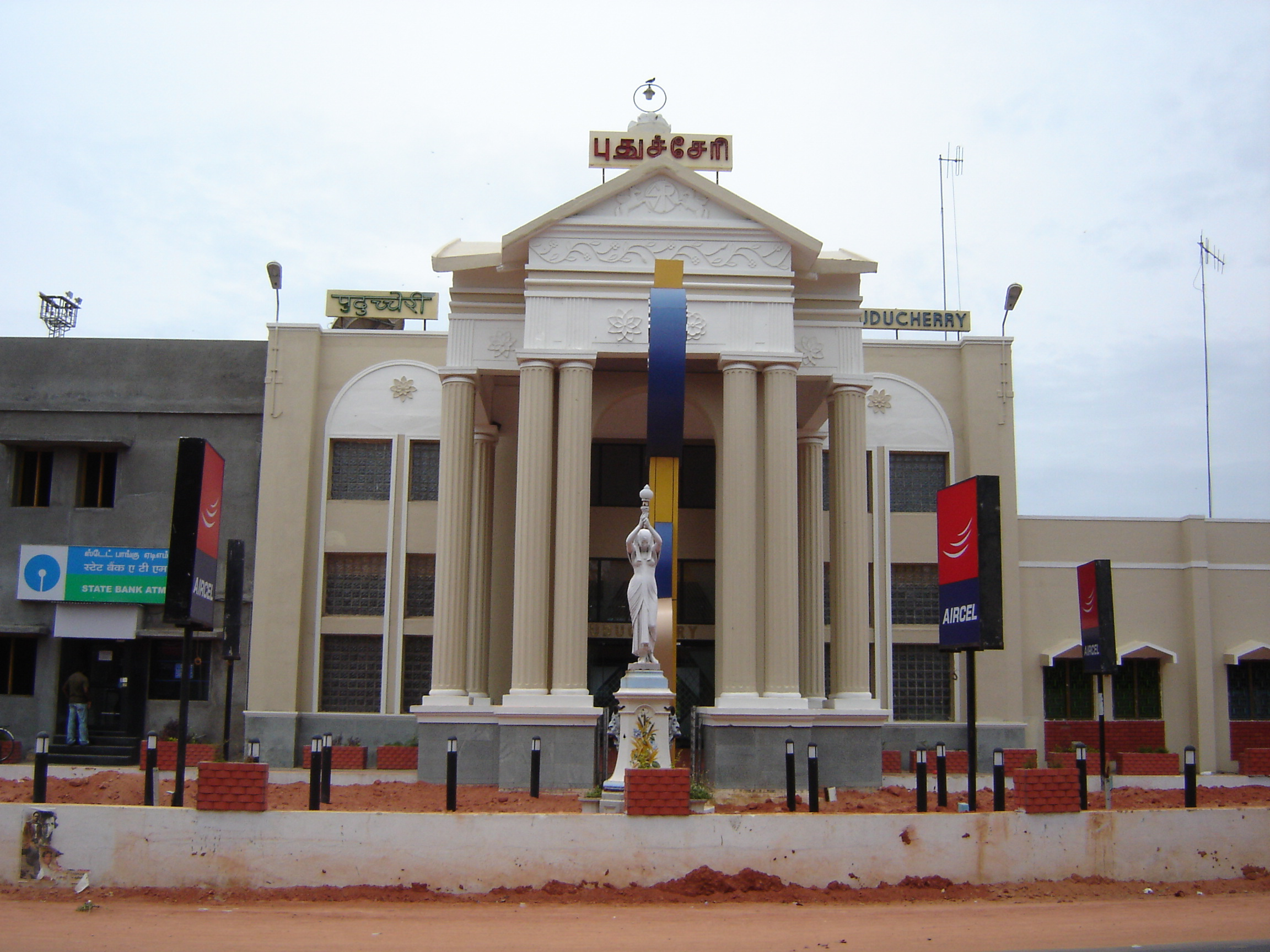
محطة سكة حديد بودوتشيري

ترتبط بودوتشيري بخط فرعي للسكك الحديدية من التقاطع الخماسي في فيلوبورام وتشيناي وهو خط قياس واسع ترتبط كاريكال وماهي أيضا بشكل جيد بخطوط السكك الحديدية. كما أن العديد من خطوط السكك الحديدية قيد الإنشاء في منطقة كاريكال.
يوجد في بودوتشيري مطار يسمى مطار بودوتشيري يربط بينها وبين حيدر أباد. اقترح بناء مطار جديد في كاريكال يسمى مطار كاريكال. أقرب مطار إلى يانام هو مطار راجاهموندري (IATA: RJA، إيكاو: VORY) على بعد 90 كم. يوجد بالإقليم ثلاث موانئ وهي ميناء كاريكال وميناء بودوتشيري وميناء ماهي، أكبرها ميناء كاريكال.

## التعليم

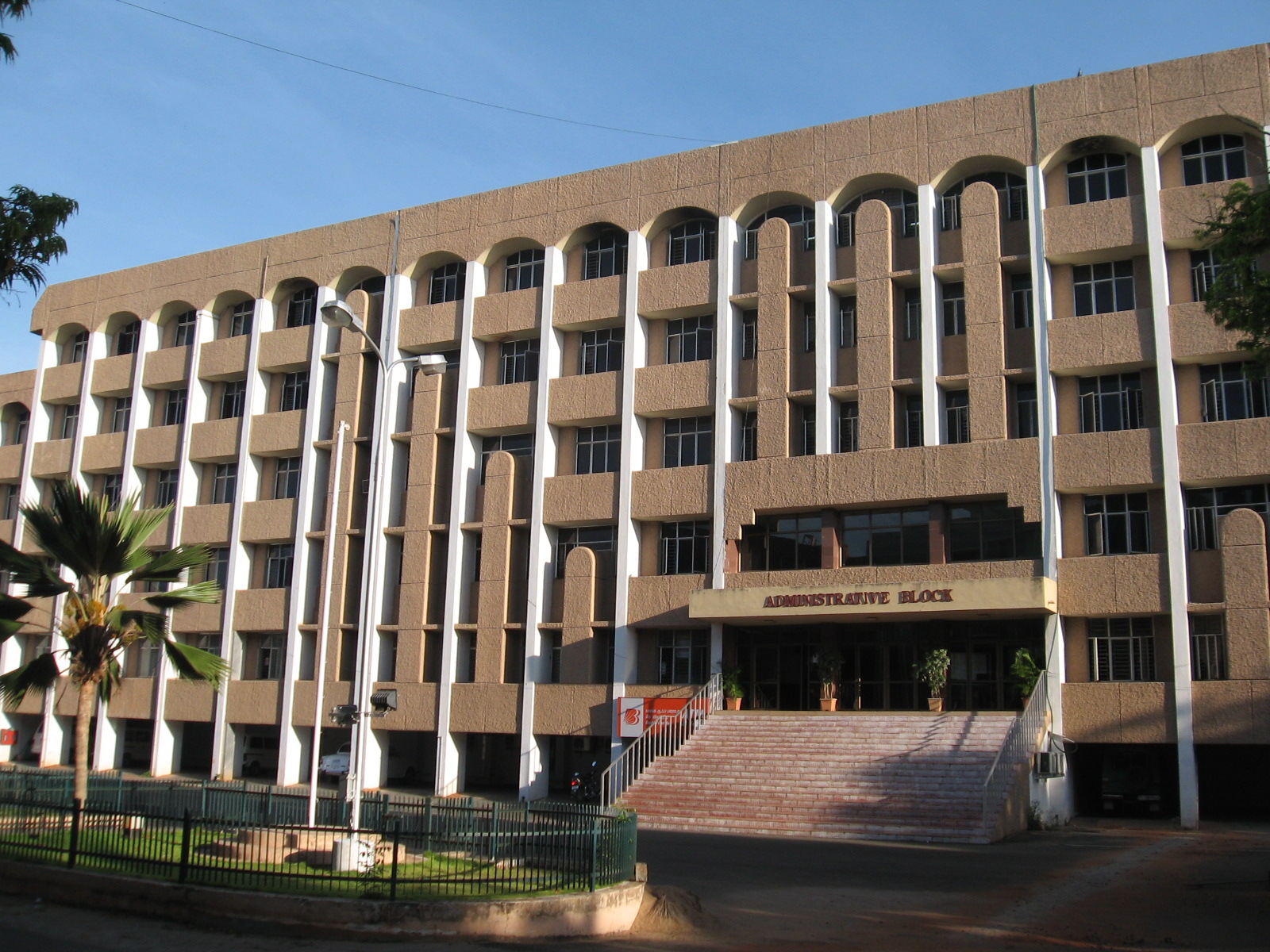
معهد جواهر لال للدراسات العليا والبحوث الطبية

بلغ معدل معرفة القراءة والكتابة في بودوتشيري 86.55% في تعداد عام 2011. يوجد بالإقليم جامعة بونديشيري هي جامعة تقع في موقع مركزي في بودوتشيري. تشمل المؤسسات التعليمية الأخرى معهد جواهر لال للدراسات العليا والبحوث الطبية وكلية أنديرا غاندي الطبية ومعهد البحوث (حكومة بودوتشيري) ومعهد المهاتما غاندي للدراسات العليا لعلوم طب الأسنان (حكومة بودوتشيري) وكلية طاغور للفنون والعلوم وكلية أنديرا غاندي للفنون والعلوم (حكومة بودوتشيري) وكلية المهاتما غاندي الطبية ومعهد البحوث والمعهد الوطني للتكنولوجيا بودوتشيري ومعهد بيرونثالايفار كاماراجار للهندسة والتكنولوجيا وكلية الهندسة بونديشيري ومعهد الأم تيريزا للدراسات العليا والبحوث للعلوم الصحية وكلية أشاريا للتكنولوجيا الهندسية وكلية راجيف غاندي للهندسة والتكنولوجيا وكلية راجيف غاندي للعلوم البيطرية والحيوانية وكلية المهاتما غاندي الطبية ومعهد الأبحاث وكلية سري ماناكولا فيناياجار الهندسية وكلية راك للهندسة والتكنولوجيا ومستشفى كلية سري ماناكولا فيناياجار الطبية وكلية سري لاكشمي نارايانا للهندسة ومستشفى ومركز أبحاث كلية سري فينكاتيشوارا الطبية.

## السياحة
تعتبر بُدُجيري واحدة من أكثر الوجهات السياحية شهرة في جنوب الهند، يوجد فيها العديد من المباني الاستعمارية والكنائس والمعابد والتماثيل التي ما زالت تحفظ الأجواء الاستعمارية للإقليم بجانب التخطيط النظامي على الطراز الفرنسي، وتعتبر الشواطئ من أكثر الوجهات الشعبية.
أما ماهي ففيها موبنكونو (هيلوك) وهي أكمة أوراسية ومكانًا تراثيًا للنزهة في منطقة ماهي بها أرصفة للمشي ومقاعد للراحة،. تشتهر الأكمة بمنارته التاريخية التي تُعتبر نقطة مميزة لمشاهدة غروب الشمس، يُعتبر الممشى على ضفاف نهر ماهي من الوجهات السياحية البارزة وكذلك أزهيموخام وهو مصب نهر ماهي في بحر العرب وفيه حديقة طاغور الصغيرة. شهد الموقع إعادة تطوير شملت إضافة ممر بطول 2 كيلومتر على ضفة النهر، يمتد من المصب نحو جسر ماهي.